# Jinan (stacja kolejowa)
Jinan (chiń. 济南站; pinyin Jǐnán Zhàn) - stacja kolejowa w Jinan, w prowincji Szantung, w Chinach. Znajdują się tu 4 perony.